# Ла-174ТК
Ла-174ТК (тонкое крыло)  — опытный реактивный истребитель созданный ОКБ-301 под руководством С.А. Лавочкина. Построен в единственном экземпляре и совершил первый полёт в сентябре 1947 года.

## История разработки
В 1947-1948 годах, в ОКБ-301 под руководством С.А. Лавочкина был создан последний истребитель "реданной схемы" «174ТК». После приобретения Советским Союзом новых реактивных двигателей в Англии, было развернуто их серийное производство. Двигатель Роллс-Ройс Нин выпускался под обозначением РД-45, а Дервент V под обозначением РД-500. Обозначены двигатели были по номерам заводов, на которых их производили, на заводах № 45 и № 500 соответственно. Со вторым двигателем, на основе конструкции самолёта «154» был создан новый истребитель с модернизированным прямым, тонким крылом (что и значило ТК в индексе самолёта), 6% толщины профиля. Кроме крыла, была пересмотрена носовая часть фюзеляжа, для установки более толстого РД-500. Хвостовое оперение было увеличено. Вооружен «174ТК» был тремя 23-мм пушками НР-23.
В начале 1948 истребитель прошел лётные испытания, пилотировал «174ТК» лётчик-испытатель И.Е. Федоров. Самолёт имел малую удельную нагрузку на крыло и высокую тяговооруженность. При этом по скоростным характеристикам он превосходил Як-23 аналогичной конструкции, по максимальной скорости на 50 км/ч, и по максимальному числу М в горизонтальном полёте, 0,86 против 0,807 у Як-23. Однако, ОКБ-115 под руководством А.С.Яковлева значительно опередило ОКБ-301 под руководством С.А.Лавочкина, и Як-23 строился серийно, а "174ТК" так и остался в одном экземпляре.

## Примечание
"Реданная схема" для реактивного истребителя была разработана М.И. Гудковым в 1943 г. для своего самолёта Гу-ВРД и в дальнейшем широко использовалась другими конструкторами.

## Тактико-технические характеристики
Источник данных: Шавров, 1988; Якубович, 2008.

Технические характеристики
- Экипаж: 1 пилот
- Длина: 9,41 м
- Размах крыла: 8,64 м
- Высота: 2,6 м
- Площадь крыла: 13,52 м²
- Масса пустого: 2310 кг
- Нормальная взлётная масса: 3315 кг
- Силовая установка: 1 × ТРД РД-500
- Тяга: 1 × 15,6 кН (1590 кгс)

Лётные характеристики
- Максимальная скорость:  
  - у земли: 970 км/ч
  - на высоте: 965 км/ч на 5000 м (М=0,86)
- Практическая дальность: 960 км
- Продолжительность полёта: 1,5 ч
- Практический потолок: 13 500 м
- Время набора высоты: 5000 м за 2,5 мин
- Время виража:
- Нагрузка на крыло: 245,2 кг/м²
- Тяговооружённость: 0,53

Вооружение
- Стрелково-пушечное: 3 × 23 мм пушки НР-23